# Spettroscopia multi-oggetto
La spettroscopia multi-oggetto (MOS) è una tecnologia affidabile di recente applicazione maturata nei primi anni del XXI secolo, utilizzata presso la maggior parte dei principali osservatori astronomici di classe medio alta, dai 4 metri in su. I primi esperimenti di questa tecnologia,  effettuati verso la fine degli anni '80 hanno rapidamente dimostrato le potenzialità dell'approccio. La tecnologia mira a inserire molte aperture all'ingresso del piano focale dello spettrografo, tipicamente a fessure o fibre. Consentendo di osservare molte fessure / aperture contemporaneamente, i circuiti MOS offrono un importante guadagno multiplex che consentono osservazioni in molto più efficiente.